# S. M. Stirling

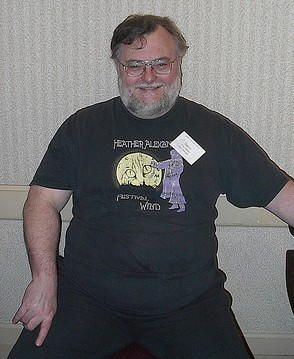
Stephen Michael Stirling

Stephen Michael Stirling (* 30. September 1953 in Metz) ist ein kanadisch-US-amerikanischer Science-Fiction- und Fantasy-Schriftsteller und einer der bekanntesten Autoren kontrafaktischer Geschichte.
Seine Science-Fiction-Romane haben fast ausschließlich einen militärisch/militaristischen Hintergrund.
Geboren wurde er als Sohn eines kanadischen Vaters und einer englischen Mutter. Zurzeit lebt er mit seiner Frau Jan in New Mexico in den USA.

## Werke

### The Peshawar Lancers
Dieses Buch (2002) spielt auf einer Erde, die 1878 von einem schweren Meteoritenschauer getroffen wurde, der die Zivilisation in Nordamerika und Europa vernichtete. Im Jahr 2025 ist die Welt aufgeteilt zwischen dem Britischen Empire (dessen Zentrum sich jetzt in Indien befindet), einem neuen Kalifat, einem heidnisch-satanistischen Russland, einem chinesisch-japanischen Reich und einigen kleineren Mächten.
- The Peshawar Lancers, Roc / New American Library 2002, ISBN 0-451-45848-6

### Die Draka-Romane
Auch bekannt als The Domination, beschreibt diese Serie die Geschichte eines militaristischen, sklavenhaltenden Reichs in Afrika, das mit der Zeit die gesamte Welt erobert.
Die Abweichung zur realen Geschichte findet nach der Amerikanischen Revolution statt, als viele Loyalisten nach Südafrika (hier: Drakia, später Draka) fliehen. Später folgen französische Royalisten, Isländer nach einem Vulkanausbruch in ihrer Heimat, napoleonische Veteranen und schließlich viele Südstaatler nach dem Amerikanischen Bürgerkrieg. Mit der Zeit handelt Draka immer unabhängiger vom Britischen Empire, um sich schließlich als „Domination of Draka“ selbstständig zu erklären. Die Drakas (manchmal als „anti-USA“ beschrieben) haben (ähnlich wie das antike Sparta) eine Kultur, die sich explizit gegen Freiheit und Gleichheit richtet – sie versklaven nicht „nur“ Afrikaner, sondern schließlich alle, die keine Drakas sind. Interessanterweise herrscht unter den Geschlechtern völlige Gleichberechtigung, und Nacktheit und Homosexualität sind unter den Drakas akzeptierter als in der heutigen Welt. Die Drakas sind hochgradig militarisiert; neben dem Eliteheer, das nur aus Bürgern besteht, verfügen sie über ein Millionenheer aus Janitscharen (Sklaven-Soldaten), die als Kanonenfutter dienen. Auch technologisch sind sie führend und entwickeln sich schließlich mit Hilfe von Gentechnologie zu einer neuen Spezies, dem Homo draka. Am Ende erobern die Drakas die ganze Erde (was allgemein als unrealistisch kritisiert wird), und die freie Menschheit muss mit einem Raumschiff aus dem Sonnensystem flüchten.
- Marching Through Georgia, Baen 1988, ISBN 0-671-65407-1
- Under the Yoke, Baen 1989, ISBN 0-671-69843-5
- The Stone Dogs, Baen Books 1990, ISBN 0-671-72009-0
- Drakon, Baen 1996, ISBN 0-671-87711-9 (Alternativweltgeschichte; Drakas versuchen, unsere Welt zu erobern)
- The Domination, Baen 1999,  ISBN 0-671-57794-8 (Sammelband der Bände 1–3)
- Drakas!, Baen 2000, ISBN 0-671-31946-9 (Anthologie, von Stirling editiert)

### Flight Engineer
SF-Romantrilogie, die er zusammen mit James Doohan veröffentlichte, der als "Scotty" in Star Trek berühmt geworden war.
- The Rising, Starline / Baen 1996, ISBN 0-671-87758-5
- The Privateer, Baen 1999, ISBN 0-671-57832-4
- The Independent Command, Baen 2000, ISBN 0-671-31951-5[1]

### The Change / The Event
Durch ein ungeklärtes Ereignis (im Buch nur als der „Event“ bezeichnet), wird die Insel Nantucket aus der Gegenwart in das Jahr 1250 v. Chr. zurücktransportiert. Einige der Bewohner versuchen, mit ihrer fortgeschrittenen Technologie sich im Rest der Welt ein eigenes Imperium zu errichten und sich als Götter verehren zu lassen. The Change / The Event ist in mehrere Zyklen unterteilt.

#### Nantucket
- Island in the Sea of Time, Roc / New American Library 1998, ISBN 0-451-45675-0
- Against the Tide of Years, Roc / New American Library 1999, ISBN 0-451-45743-9
- On the Oceans of Eternity, Roc / New American Library 2000, ISBN 0-451-45780-3

#### Emberverse I
Durch den „Event“ in Island in the Sea of Time hören auf der Erde Schießpulver, Elektrizität, Verbrennungsmotoren und Dampfmaschinen auf zu funktionieren. Die Zivilisation bricht weltweit zusammen. Die Bücher spielen hauptsächlich im Willamette Valley in Oregon.
- 1 Dies the Fire, Roc / New American Library 2004, ISBN 0-451-45979-2
- 2 The Protector's War, Roc / New American Library 2005, ISBN 0-451-46046-4
- 3 A Meeting at Corvallis, Roc / New American Library 2006, ISBN 0-451-46111-8

#### Emberverse II
- 4 The Sunrise Lands, Roc / New American Library 2007, ISBN 0-451-46170-3
- 5 The Scourge of God, Roc / New American Library 2008, ISBN 978-0-451-46228-2
- 6 The Sword of the Lady, Roc / New American Library 2009, ISBN 978-1-101-13558-7
- 7 The High King of Montival, Roc / New American Library 2010, ISBN 978-0-451-46352-4
- 8 The Tears of the Sun, Roc / New American Library 2011, ISBN 978-0-451-46415-6
- 9 Lord of Mountains, Roc / New American Library 2012, ISBN 978-0-451-46476-7
- 10 The Given Sacrifice, Roc / New American Library 2013, ISBN 978-0-451-41731-2

#### Emberverse III
- 11 The Golden Princess, Roc / New American Library 2014, ISBN 978-0-451-41733-6
- 12 The Desert and the Blade, Roc / New American Library 2015, ISBN 978-0-451-41735-0
- 13 Prince of Outcasts, Roc / New American Library 2016, ISBN 978-0-451-41737-4
- 14 The Sea Peoples, Ace Books 2017, ISBN 978-0-399-58317-9
- 15 The Sky-Blue Wolves, Ace Books 2018, ISBN 978-0-451-49069-8

### The Lords of Creation
Als in den 1960er Jahren Sonden Mars und Venus erreichen, stellt sich heraus, dass dort nicht nur Leben existiert, sondern dass es dem irdischen Leben sogar verblüffend ähnelt. So existieren auf der Venus Dinosaurier neben mehreren intelligenten Menschenarten. Während des Kalten Krieges in den 1980er Jahren wird von beiden Supermächten ein Wettlauf zur Venus gestartet, um dort Kolonien zu etablieren.
- The Sky People, Tort 2006, ISBN 0-765-31488-6
- In the Courts of the Crimson Kings, Tor 2008, ISBN 978-0-7653-1489-5

### General / Raj Whitehall
Gemeinsam mit David Drake.
- 1 The Forge, Baen 1991, ISBN 0-671-72037-6
- 2 The Hammer, Baen 1992, ISBN 0-671-72105-4
- 3 The Anvil, Baen 1993, ISBN 0-671-72171-2
- 4 The Steel, Baen 1993, ISBN 0-671-72189-5
- 5 The Sword, Baen 1995, ISBN 0-671-87647-3
- 6 The Chosen, Baen 1996, ISBN 0-671-87724-0
- 7 The Reformer, Baen 1999, ISBN 0-671-57804-9

### Man-Kzin Wars
- 2 Man-Kzin Wars II, Baen 1989, ISBN 0-671-69833-8 (mit Dean Ing, Larry Niven und Jerry Pournelle)
  - Neandertal, Bastei Lübbe Science Fiction #24251 1999, Übersetzer Axel Merz, Dietmar Schmidt und Rainer Schumacher, ISBN 3-404-24251-3
- 5 Man-Kzin Wars V, Baen Books 1992, ISBN 0-671-72137-2 (mit Larry Niven, Jerry Pournelle und Thomas T. Thomas)
- The Children's Hour, Baen 1991, ISBN 0-671-72089-9

### Terminator 2
- T2: Infiltrator, HarperEntertainment 2001, ISBN 0-380-97791-5
- T2: Rising Storm, Gollancz 2002, ISBN 0-575-07156-7
- T2: The Future War, Gollancz / Orion 2003, ISBN 0-575-07157-5

### Shadowspawn
- 1 A Taint in the Blood, Roc / New American Library 2010, ISBN 978-0-451-46341-8
- 2 The Council of Shadows, Roc / New American Library 2011, ISBN 978-0-451-46393-7
- 3 Shadows of Falling Night, Roc / New American Library 2013, ISBN 978-0-451-46451-4

### CoDominium Universe
- 3 Go Tell the Spartans, Baen 1991, ISBN 0-671-72061-9 (mit Jerry Pournelle)
- 4 Prince of Sparta, Baen 1993, ISBN 0-671-72158-5 (mit Jerry Pournelle)
- 6 Blood Feuds, Baen 1993, ISBN 0-671-72150-X (mit Susan Shwartz, Judith Tarr und Harry Turtledove)
- 7 Blood Vengeance, Baen 1994, ISBN 0-671-72201-8 (mit Jerry Pournelle, Susan Shwartz, Judith Tarr und Harry Turtledove)

### The Ship Who ...
- 4 The City Who Fought, Baen 1993, ISBN (mit Anne McCaffrey)
  - Channa: Die Frau, die ein Computerwesen schützte, Bastei Lübbe Science Fiction Special #24182 1994, Übersetzer Ralph Tegtmeier, ISBN 3-404-24182-7
- 7 The Ship Avenged, Baen 1997, ISBN 0-671-87766-6

### Fifth Millenium
- 1 Snowbrother, Signet / New American Library 1985, ISBN 0-451-13490-7
- 2 The Sharpest Edge, Signet / New American Library 1986, ISBN 0-451-14171-7 (mit Shirley Meier)
- 3 The Cage, Baen 1989, ISBN 0-671-69836-2 (mit Shirley Meier)
- 4 Shadow's Son, Baen 1991, ISBN 0-671-72091-0 (mit Shirley Meier und Karen Wehrstein)

### Black Chamber
- 1 Black Chamber, Ace Books 2018, ISBN 978-0-399-58623-1
- 2 Theater of Spies, Ace Books 2019, ISBN 978-0-399-58625-5
- 3 Shadows of Annihilation, Ace Books 2020, ISBN 978-0-399-58627-9

### Babylon 5
- 6 Betrayals, Dell 1996, ISBN 0-440-22234-6
  - Krieg der Verschwörer, Goldmann Science Fiction #25028 1998, Übersetzerin Susanne Menzel, ISBN 3-442-25028-5